# Maart 2005
Dit artikel geeft een chronologisch overzicht van alle belangrijke gebeurtenissen per dag in de maand maart van het jaar 2005.

## Gebeurtenissen

### 1 maart
- Het Amerikaanse hooggerechtshof verklaart dat 16- en 17-jarigen niet meer de doodstraf mogen krijgen. Hiermee komt de doodstraf voor minderjarigen te vervallen in negentien van de vijftig staten waar deze straf nog kon worden opgelegd.
- In het noordwesten van Europa is veel sneeuw gevallen. Ook Nederland kreeg hiermee te maken, op sommige plekken in het noorden van het land viel wel een halve meter sneeuw. Het is alweer jaren geleden dat er zoveel en ook zo laat in het seizoen sneeuw viel.
- Heelal - De Cosmos 1, het eerste ruimteschip met zonnezeilen, wordt gelanceerd.

### 2 maart
- In België neemt arbeidster Naïma Amzil van het visdelicatessenbedrijf Remmery ontslag na veel anonieme dreigbrieven die aan haar gericht waren en eisten dat ze zonder hoofddoek zou werken. De zaak krijgt heel wat media-aandacht.

### 4 maart
- Er is in Nederland een record lage temperatuur geboekt voor de maand maart: afgelopen nacht werd het in Marknesse 20,7 graden onder de nul waarmee het record van min 18,7 graden uit 1971 in Wageningen verbroken is. De dagen daarvoor waren 1 maart en 2 maart goed voor veel centimeters sneeuw.

### 7 maart
- Het Nederlandse commando over de Zuid-Iraakse provincie Al Muthanna is overgedragen aan de Britten. De Nederlandse missie waaraan plusminus 7000 militairen verbonden waren heeft twintig maanden geduurd.

### 9 maart
- In de Noord-Iraakse stad Mosoel blies midden in een rouwstoet bij een sjiitische moskee een man zich op; minstens 47 mensen kwamen hierbij om het leven.

### 12 maart
- Károlos Papúlias volgt in Griekenland Kostis Stephanopoulos op als president.

### 14 maart
- Op het Noordereiland in Nieuw-Zeeland vindt een aardbeving met een kracht van 6,4 op de schaal van Richter plaats. Het epicentrum ligt in de regio Taranaki en er wordt nauwelijks melding gemaakt van schade.

### 18 maart
- De rechtszaak tegen zakenman Frans van Anraat is begonnen. Van Anraat wordt beschuldigd van oorlogsmisdaden en genocide omdat hij aan het toenmalige Irakese regime van Saddam Hoessein chemische stoffen zou hebben geleverd waarmee gifwapens konden worden gemaakt.

### 19 maart
- Het Japanse eiland Kyushu wordt getroffen door een aardbeving met een kracht van 7,0 op de schaal van Richter. Er wordt direct ook een Tsunami-alarm afgegeven maar dat blijkt overbodig.
- Voor eigen publiek in Cardiff winnen de rugbyers van Wales het prestigieuze Zeslandentoernooi door Ierland in de afsluitende wedstrijd met 32-20 te verslaan.

### 21 maart
- Op een school in Minnesota, VS zijn zeven mensen om het leven gekomen toen een scholier het vuur opende. Zeker tien anderen raakten gewond. Zie meer in: Moorden op de Red Lake High School.
- Schaaklegende Bobby Fischer kan de IJslandse nationaliteit krijgen. De Amerikaan wordt in Japan vastgehouden wegens reizen met een ongeldig paspoort.
- Namibië - Hifikepunye Pohamba wordt beëdigd als tweede president van Namibië.

### 22 maart
- In de Eerste Kamer is geen meerderheid gevonden voor het voorstel van minister Thom de Graaf van D66 voor de gekozen burgemeester.
- Een inwoner van Den Haag stapt naar de rechter. Naar eigen zeggen werd hij in zijn uitkering gekort omdat hij weigerde medewerksters van de sociale dienst een hand te geven.
- Een Amerikaanse federale rechtbank heeft bepaald dat de kunstmatige voeding van comapatiënte Terri Schiavo niet mag worden hervat.

### 23 maart
- Minister van Bestuurlijke Vernieuwing Thom de Graaf stapt op nadat zijn plan voor de gekozen burgemeester niet door de Eerste Kamer is gekomen.

### 25 maart
- Begin van de Wereldtentoonstelling Expo 2005 in Aichi, Japan .
- In Boulogne-sur-Mer in Frankrijk vindt een grote vijfdaagse bijeenkomst plaats van Esperantisten om het honderdjarig jubileum van Universele Esperantocongressen te herdenken.

### 28 maart
- In de Indische Oceaan vindt een nieuwe zeebeving plaats. De nieuwe beving is een naschok van Zeebeving Indische Oceaan 2004.

### 31 maart
- Kroonprins Albert van Monaco neemt alle taken van de stervende prins Reinier III van Monaco over.
- Comapatiënte Terri Schiavo overlijdt.
- Paul Wolfowitz wordt aangesteld als president van de Wereldbank.

<< · januari · februari · maart · april · mei · juni · juli · augustus · september · oktober · november · december · >>